# Elisabetta Gnone
Elisabetta Gnone es una escritora y periodista italiana conocida por haber coescrito la serie W.I.T.C.H.
Como guionista ha colaborado en 1992 en la publicación de Walt Disney (en la revista mensual Bambi, Minnie & compañía, La Sirenita y Winnie the Pooh).
Ha ideado el libro y comic de la serie W.I.T.C.H., para la cual ha escrito las historias Halloween'' y Los doce Portales.
Como escritora ha escrito una trilogía del mundo mágico de Fairy Oak, saliendo el primer libro, El secreto de las gemelas, en 2005, el segundo, El encanto de la Oscuridad, en 2006, y el tercero, el Poder de la Luz, en 2007. Fueron publicados en Italia por la editorial De Agostini. En 2008 se publicaron en España.
Elisabetta Gnone había anunciado el cierre de la trilogía de Fairy Oak con el último libro, El Poder de la Luz pero un año después, (se rumora que fue por petición de los fans) Elisabetta anunció una nueva saga que también toma lugar en Fairy Oak y con los mismos personajes que se compone de libros "los cuatro misterios" : Capitán Grisam y el amor, Los hechiceros días de Shirley, y Flox de los colores. El último libro, cerrando la serie, titulado "Adiós, Fairy Oak"  Estos Cuentos/misterios son contados por Sifeliztuserasdecirnosloquerras (Felí), el hada niñera de las gemelas protagonistas, que al regresar a su hogar, todas sus amigas hadas quieren que ella les cuente todo lo que hizo y paso mientras estaba en Fairy Oak.Hace poco salió a la luz 1 nuevo libro: El destino de un hada.